# خانه بهداشت
خانهٔ بهداشت کوچک‌ترین واحد بهداشتی درمانی شبکه‌های بهداشتی درمانی است که در روستاهای کشور وجود دارد.
در هر خانهٔ بهداشت یک یا چند بهورز کار می‌کنند. وظیفهٔ بهورزان ارائه کلیه خدمات بهداشتی قابل ارائه در مرکز بهداشت به جمعیت تحت پوشش است. هر چند خانهٔ بهداشت، تحت پوشش یک مرکز بهداشتی درمانی فعالیت می‌کنند.